# Tagoropsis ornata
Tagoropsis ornata är en fjärilsart som beskrevs av Griveaud 1964. Tagoropsis ornata ingår i släktet Tagoropsis och familjen påfågelsspinnare. Inga underarter finns listade i Catalogue of Life.